# Million Reasons
Million Reasons (Engl. für ‚Millionen Gründe‘) ist ein Lied der US-amerikanischen Popsängerin Lady Gaga. Es stammt aus ihrem fünften Studioalbum Joanne, das im Oktober 2016 veröffentlicht wurde. Der Song wurde am 6. Oktober 2016 als Promotion-Single veröffentlicht.

## Komposition
Million Reasons wurde von Lady Gaga, Hillary Lindsey und Mark Ronson geschrieben und von Lady Gaga, BloodPop und Mark Ronson produziert. Der Song hat eine Länge von drei Minuten und 25 Sekunden. In dem Song wird Gaga von einer Gitarre und einem Klavier begleitet. Im Refrain singt sie „You're giving me a million reasons to let you go / You're giving me a million reasons to quit the show“ („Du gibst mir eine Million Gründe dich loszulassen / Du gibst mir eine Million Gründe die Show zu beenden“).

## Hintergrund und Artwork
Nach der Veröffentlichung von Perfect Illusion am 9. September 2016 kündigte sie ihre Dive Bar Tour an, bei welcher sie drei Auftritte in ein paar Bars in den Vereinigten Staaten absolviert. Die erste Show wurde am 5. Oktober 2016 live auf der Facebook-Seite von Bud Light übertragen. Bei diesem Auftritt sang sie zum ersten den Song Million Reasons, sowie A-Yo, Sinner's Prayer und Perfect Illusion. Nach dem Auftritt konnte man das Album Joanne auf iTunes vorbestellen, wobei man den Song dazu bekam.
Ein Cover postete Lady Gaga auf ihrer Twitter-Seite ein paar Stunden, nachdem der Song rauskam. Man sieht sie, wie sie oberköperfrei und sonst nur mit Hotpants bekleidet auf einer Wiese liegt und in die Ferne schaut. Das Cover ist in schwarz-weiß und auf der oberen Hälfte steht „LADY GAGA / MILLION REASONS“.

## Auftritte
Der Song wurde bei dem ersten Auftritt der Dive Ball Tour am 5. Oktober zum ersten Mal live von Lady Gaga gesungen. Auch bei ihrem zweiten und dritten Stop sang sie den Song. Ebenfalls im Oktober sang sie den Song bei der Fernsehsendung Saturday Night Live. Am 24. Oktober 2016 führte sie eine acoustic Version des Liedes bei Howard Stern vor. Bei den American Music Awards 2016 sang sie das Lied beim spielen einer Gitarre, in einer Kulisse die wie ein Bauernhof wirkte.
Im Jahr 2017 war der Song fester Bestandteil von der Joanne World Tour und wird als Zugabe gespielt.

## Kommerzieller Erfolg

### Chartplatzierungen
Das Lied konnte sich in Schottland auf Rang 14, in Schweden auf Rang 71, in Ungarn auf Rang 23, in Irland auf Rang 58, in Italien auf Rang 71 und in Frankreich auf Rang 29 platzieren.
| ChartsChartplatzierungen       | Höchstplatzierung | Wochen |
| ------------------------------ | ----------------- | ------ |
| Deutschland (GfK)              | 85 (1 Wo.)        | 1      |
| Österreich (Ö3)                | 52 (3 Wo.)        | 3      |
| Schweiz (IFPI)                 | 7 (29 Wo.)        | 29     |
| Vereinigte Staaten (Billboard) | 4 (20 Wo.)        | 20     |
| Vereinigtes Königreich (OCC)   | 39 (10 Wo.)       | 10     |

| ChartsJahrescharts (2017) | Platzierung |
| ------------------------- | ----------- |
| Schweiz (IFPI)            | 59          |

### Auszeichnungen für Musikverkäufe
| Land/Region                  | Auszeichnungen für Musikverkäufe (Land/Region, Auszeichnung, Verkäufe) | Verkäufe  |
| ---------------------------- | ---------------------------------------------------------------------- | --------- |
| Australien (ARIA)            | 4× Platin                                                              | 280.000   |
| Brasilien (PMB)              | Diamant                                                                | 250.000   |
| Dänemark (IFPI)              | Gold                                                                   | 45.000    |
| Deutschland (BVMI)           | Gold                                                                   | 200.000   |
| Frankreich (SNEP)            | Platin                                                                 | 200.000   |
| Italien (FIMI)               | 3× Platin                                                              | 150.000   |
| Kanada (MC)                  | Gold                                                                   | 40.000    |
| Neuseeland (RMNZ)            | 2× Platin                                                              | 60.000    |
| Norwegen (IFPI)              | Platin                                                                 | 60.000    |
| Österreich (IFPI)            | Platin                                                                 | 30.000    |
| Polen (ZPAV)                 | 2× Platin                                                              | 40.000    |
| Schweden (IFPI)              | Gold                                                                   | 40.000    |
| Spanien (Promusicae)         | 2× Platin                                                              | 120.000   |
| Vereinigte Staaten (RIAA)    | 3× Platin                                                              | 3.000.000 |
| Vereinigtes Königreich (BPI) | Platin                                                                 | 600.000   |
| Insgesamt                    | 4× Gold · 20× Platin · 1× Diamant ·                                    | 5.115.000 |

Hauptartikel: Lady Gaga/Auszeichnungen für Musikverkäufe